# Barbadische Netball-Nationalmannschaft
Die barbadische Netball-Nationalmannschaft (englisch Barbados national netball team), auch bekannt als Bajan Gems, vertritt Barbados im Netball auf internationaler Ebene.

## Geschichte
Barbados nahm 1979 erstmals an der Weltmeisterschaft teil und belegte dabei den achten Platz. Bei der nächsten Teilnahme im Jahr 1987 konnten sie sogar den sechsten Platz erzielen, das bios heute beste Ergebnis. Ab 1995 waren sie regelmäßiger Teilnehmer bei den Weltmeisterschaften und auch bei den Commonwealth Games, bei denen Netball seit 1998 vertreten war. In 2003 erzielten sie bei den Weltmeisterschaften noch einmal den siebten Platz, ebenso wie bei den Commonwealth Games 2010, waren jedoch ansonsten auf Plätze außerhalb den TOP 10 zu finden.

## Internationale Turniere

### Commonwealth Games
- 1998: Vorrunde
- 2002: Vorrunde
- 2006: Vorrunde
- 2010: 7. Platz
- 2014: 11. Platz
- 2018: 10. Platz
- 2022: 12. Platz

### Netball-Weltmeisterschaft
- 1963: nicht teilgenommen
- 1967: nicht teilgenommen
- 1971: nicht teilgenommen
- 1975: nicht teilgenommen
- 1979: 8. Platz
- 1983: nicht teilgenommen
- 1987: 6. Platz
- 1991: nicht teilgenommen
- 1995: 11. Platz
- 1999: 10. Platz
- 2003: 7. Platz
- 2007: 13. Platz
- 2011: 11. Platz
- 2015: 13. Platz
- 2019: 12. Platz